# Astiphromma hokkaidense
Astiphromma hokkaidense är en stekelart som beskrevs av Nakanishi 1969. Astiphromma hokkaidense ingår i släktet Astiphromma och familjen brokparasitsteklar. Inga underarter finns listade.